# 美濃駅
美濃駅（みのえき）は、かつて岐阜県美濃市広岡町にあった、名古屋鉄道美濃町線の駅である。

## 概要
美濃町線新関駅 - 当駅間の部分廃止により、1999年（平成11年）4月1日に廃駅となった。比較的早期に廃止が決定されたためか、駅名には最後までCIロゴが入らなかった。同線の廃止後、2005年（平成17年）4月1日の美濃町線全廃までは新関駅 - 関駅間に長良川鉄道越美南線への連絡を図るための路線が設けられ、関駅 - 美濃市駅間においては越美南線を代替交通機関とさせていた。

## 歴史
長良川の中流域に位置する上有知（）町は河川舟運の要衝であり、岐阜市街地と当地を結ぶ鉄道は1894年（明治27年）ころより計画されていた。実際に鉄道路線が開通したのは明治末期の1911年（明治44年）で、美濃電気軌道の手により敷設された。この路線こそが美濃町線の前身であり、その終着駅として上有知町に開業したのが当駅である。開業時は上有知駅（こうずちえき）と称したが、開業後まもなく上有知町が美濃町に改称したため、これに呼応して美濃町駅（みのまちえき）と改称している。また、駅は現在の美濃市広岡町交差点付近に置かれていたが、これも開業後すぐに路線が町の中心へと0.3キロメートル伸ばされたため、それに合わせて移転をしている。
その後1923年（大正12年）には当地に国鉄越美南線（現在の長良川鉄道越美南線）が進出。同線に美濃町駅（現在の美濃市駅）が開業すると、当駅は国鉄との連絡を企図してさらに移転、駅名も新美濃町駅（しんみのまちえき）に改めた。駅名が美濃駅になるのは1954年（昭和29年）のことで、同年に美濃町が合併し美濃市が誕生したことをうけての改称であった。1970年（昭和45年）には岐阜市内で田神線が開通、当駅からも同線を経由して新岐阜駅（現在の名鉄岐阜駅）まで直通列車が運転されるようになったが、定時運行に難があったため乗客がバスや自動車利用に移行してしまう。押し寄せるモータリゼーションの波には逆らえず、路線の末端で利用の少ない区間であった美濃町線の新関駅から当駅までの区間は他の区間に先立ち1999年（平成11年）に廃止され、当駅も廃駅となった。

### 年表
- 1911年（明治44年）
  - 2月11日 - 美濃電気軌道の神田町駅（のちの岐阜柳ヶ瀬駅） - 当駅間の開通と同時に上有知駅（こうずちえき）として開業[2][7]。
  - 4月1日 - 美濃町駅（みのまちえき）に改称[7]。
  - 7月24日 - 路線延長により移転[7]。
- 1923年（大正12年）10月1日 - 再移転の上、新美濃町駅（しんみのまち）に改称[7]。駅舎が供用を開始する（現存）[2]。
- 1930年（昭和5年）8月20日 - 美濃電気軌道が名古屋鉄道（初代。同年中に名岐鉄道に改称し、1935年より名古屋鉄道に再改称）に合併。同社の美濃町線の駅となる[7]。
- 1954年（昭和29年）10月1日 - 美濃駅に改称[7]。
- 1970年（昭和45年）6月25日 - 新岐阜駅（現在の名鉄岐阜駅）までの急行を運転開始。
- 1975年（昭和50年）9月16日 - 急行運転を廃止[7]。
- 1983年（昭和58年）6月15日 - 新関駅までの区間を昼間ワンマン運転化[7]。
- 1999年（平成11年）4月1日 - 美濃町線の新関駅 - 当駅間の廃止に伴い廃駅[9]。
- 2005年（平成17年）2月9日 - 駅本屋およびプラットホーム・線路が国の登録有形文化財として登録される（官報での告示は同年2月28日）[10][11]。

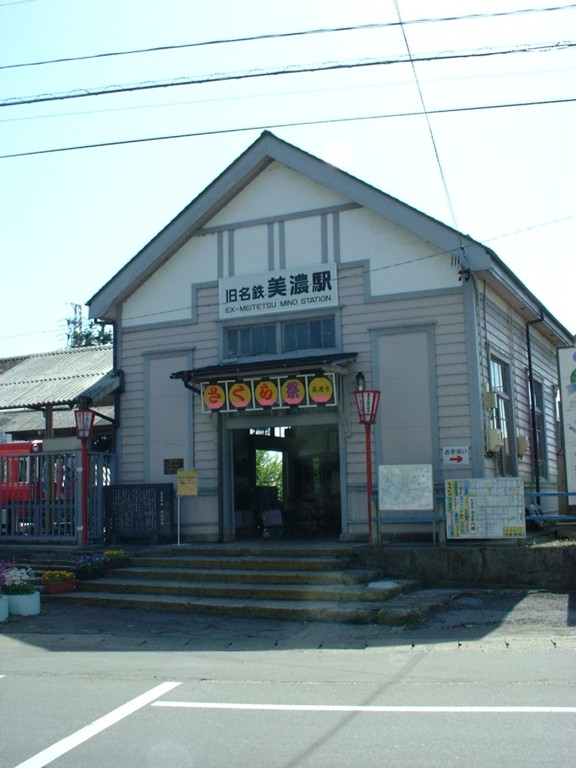
駅舎（2004年）
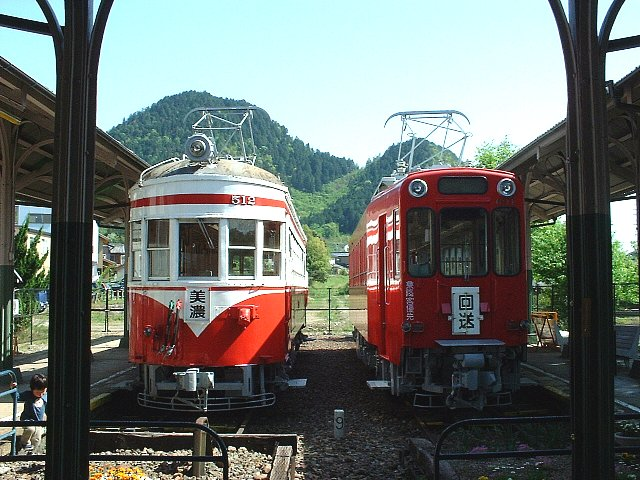
モ512およびモ601（2004年）
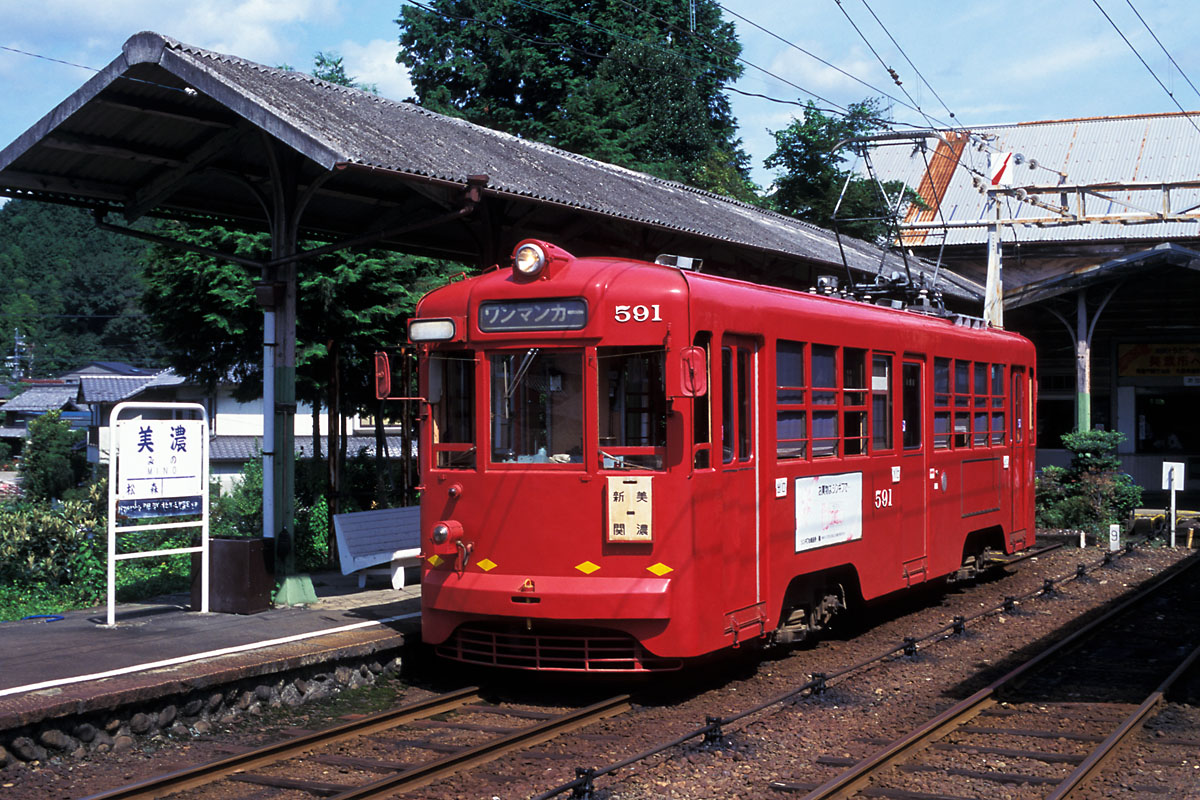
現役時代末期の美濃駅構内（1998年8月4日）

## 駅構造

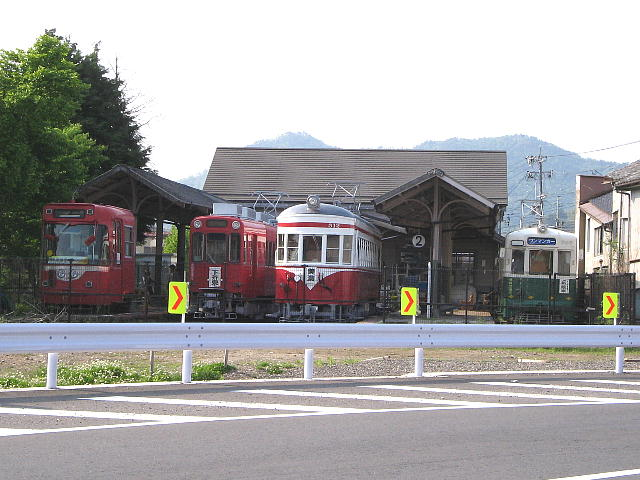
展示車両全景（2008年4月）

木造駅舎を有していた。頭端式ホーム2面2線を持ち、新関方左手に電留線が3本あった。かつては電留線の場所に車庫があり、美濃町線の日常検査を行う美濃町分庫だったが、昭和30年代に検車業務が岐阜工場に集約された。
ホームにはモ510形512号（2015年（平成27年）3月12日から2016年（平成28年）2月27日まで黒野駅に貸出）およびモ600形601号、モ590形593号（この車両のみ座席も残されている）、モ870形876号（この車両のみカットボディ）が静態保存されている。かつてはホーム外側に貨物用の線路が敷かれ、2面4線の構造であった。
旧駅舎は「Q企画 のりものや」という鉄道・バスグッズ店が中心に管理する記念館（「のりものや美濃駅」）となり、鉄道関連グッズや書籍が販売されていたが、2013年（平成25年）2月末日をもって撤退した（「Q企画」はイベントの企画団体として存続）。現在、駅舎などの保存・管理は保存会が行っている。2019年（令和元年）5月には、旧駅舎前に美濃市出身の歌手、野口五郎が歌った「私鉄沿線」の歌碑が建てられた。なお、野口のデビュー50周年を記念して発売された「光の道」（コブクロ小渕健太郎が作詞作曲）のミュージックビデオは、旧駅舎で収録されている。

### 配線図
| ← 新関方面 | 美濃駅 構内配線略図 |  |
| 凡例 出典: |                     |  |

## 利用状況
- 『名古屋鉄道百年史』によると1992年（平成4年）度当時の1日平均乗降人員は964人であり、この値は岐阜市内線均一運賃区間内各駅（岐阜市内線・田神線・美濃町線徹明町駅 - 琴塚駅間）を除く名鉄全駅（342駅）中225位、 美濃町線日野橋 - 美濃間（14駅）中2位であった[1]。

## 駅周辺
- 長良川鉄道越美南線 美濃市駅 - 国鉄美濃町駅として1923年（大正12年）に開業。市街地へは当駅の方が近かった。
- 美濃市立美濃中学校
- 美濃市役所
- 美濃郵便局

## 隣の駅
名古屋鉄道
美濃町線
松森駅 - 美濃駅
- 1960年（昭和35年）までは、隣の松森駅との間に美濃町駅前駅が存在した。